# Yvona Brzáková
Yvona Brzáková (* 23. April 1956) ist eine ehemalige tschechoslowakische Tennisspielerin.

## Karriere
Auf der WTA Tour gewann sie einen Doppeltitel.
Für die tschechoslowakische Fed-Cup-Mannschaft bestritt sie 1980 zwei Partien im Doppel, die sie beide gewann.

## Turniersiege

### Doppel
| Nr. | Datum     | Turnier   | Kategorie         | Belag | Partnerin         | Finalgegnerinnen             | Ergebnis |
| --- | --------- | --------- | ----------------- | ----- | ----------------- | ---------------------------- | -------- |
| 1.  | Juli 1982 | Kitzbühel | WTA Toyota Series | Sand  | Kateřina Skronská | Jill Patterson Courtney Lord | 6:1, 7:5 |

## Abschneiden bei Grand-Slam Turnieren

### Einzel
| Turnier         | 1980 | 1981 | 1982 | 1983 | 1984 | Bilanz | Karriere |
| --------------- | ---- | ---- | ---- | ---- | ---- | ------ | -------- |
| Australian Open | —    | —    | —    | —    | —    | 0:0    | —        |
| French Open     | —    | 1    | —    | 3    | 1    | 2:3    | 3        |
| Wimbledon       | 1    | —    | —    | 1    | —    | 0:2    | 1        |
| US Open         | —    | 1    | —    | —    | —    | 0:1    | 1        |

### Doppel
| Turnier         | 1980 | 1981 | 1982 | 1983 | 1984 | Bilanz | Karriere |
| --------------- | ---- | ---- | ---- | ---- | ---- | ------ | -------- |
| Australian Open | —    | —    | —    | —    | —    | 0:0    | —        |
| French Open     | 1    | 1    | —    | 2    | 1    | 1:4    | 2        |
| Wimbledon       | 1    | —    | —    | —    | —    | 0:1    | 1        |
| US Open         | —    | 2    | —    | 1    | 1    | 1:3    | 2        |